# كمين غالاشكي
كمين جلاشكي أو كمين غالاشكي وقع في 11 مايو 2000، عندما هاجم المسلحون الانفصاليون من مجموعة شامل باساييف، بقيادة أحد رعايا غالاشكي رسلان خوشباروف، قافلة تابعة للقوات شبه العسكرية التابعة لوزارة الداخلية الروسية في جمهورية إنغوشيتيا ودمروها. بعد هذا الحادث أول عمل كبير مرتبط بالحرب الشيشانية الثانية في انجوشيا وأول هجوم كبير للمتمردين خارج الشيشان المجاورة منذ بدء الحرب في عام 1999.
وطبقاً للمصادر الروسية، فقد كان في القافلة 22 فرداً من القوات الداخلية من ألتاي كراي، وكانوا عائدين على متن شاحنتين عسكريتين إلى فلاديكافكاز، عاصمة جمهورية أوسيتيا الشمالية-ألانيا، بعد أن أكملوا مهمة في إنغوشيتيا. في حوالي الساعة 12 صباحاً، على طريق سريع بالقرب من قرية غالاشكي، فجأة أطلق مجموعة من المتمردين في الغابة المطلة على الطريق النار عليهم بواسطة قاذفات القنابل والمدافع الرشاشة (تشير بعض المصادر أيضاً إلى قذائف هاون وقناصة)، مما أدى إلى تعطيل شاحنة ثم طمس قافلة كاملة بسرعة. بعد هجومهم، تمكن المتمردون من الهروب من المطاردة واختفوا في الغابة بالقرب من قرية باموت في الشيشان.
ووفقا لموقع الانفصالي الشيشاني كافكاز سنتر، تم تدمير ثلاث شاحنات ثقيلة ومركبتين مدرعتين من طراز BTR ، بينما قتل «ما لا يقل عن 40» جنديًا روسيًا على يد وحدة غير محددة من المقاتلين للجبهة الجنوبية الغربية للقوات المسلحة الشيشانية ومجموعة من المتطوعين القوقاز.